# Свети Никола (Стар Истевник)
Вижте пояснителната страница за други значения на Свети Никола.
„Свети Никола“ (на македонска литературна норма: „Свети Никола“) е възрожденска православна църква в пиянечкото село Стар Истевник, Северна Македония. Част е от Царевоселско-Каменишката епархия на Македонската православна църква – Охридска архиепископия.
Храмът е изграден в 1857 година. Не е изписан. Иконите са от XIX век, дело на видния струмишки майстор Григорий Пецанов.